# Conseil départemental de la Guadeloupe
Le conseil départemental de la Guadeloupe est l'assemblée délibérante exécutive du département français de la Guadeloupe (qui est également une région française avec un conseil régional), dont le siège est situé à Basse-Terre, au palais du conseil général, boulevard Félix Éboué.
Anciennement intitulée conseil général de la Guadeloupe, l'assemblée porte désormais l'appellation de conseil départemental de la Guadeloupe, depuis les élections départementales de mars 2015.
Depuis le 1er juillet 2021, son président est Guy Losbar, ancien maire de Petit-Bourg.

## Composition

### Présidence
- Président : Guy Losbar
- Vice-présidents :

Palais du conseil départemental de la Guadeloupe.

  - 1er vice-président : Jean-Phillippe Courtois (Capesterre-Belle-Eau),
  - 2e : Maryse Etzol (Marie-Galante),
  - 3e : Blaise Mornal (Petit-Canal),
  - 4e : Gabrielle Louis-Carabin (Le Moule),
  - 5e : Ferdy Louisy (Petit-Bourg),
  - 6e : Hélène Polifonte (Baie-Mahault),
  - 7e : Louis Galantine (Les Abymes),
  - 8e : Tania Galvani (Pointe-à-Pitre),
  - 9e : Adrien Baron (Sainte-Rose),
  - 10e : Nicole de la Réberdière-Ramillon (Sainte-Rose),
  - 11e : Jean Dartron (Morne-à-l’Eau),
  - 12e : Sabrina Robin (Saint-François).

### Conseillers départementaux
Le conseil départemental de la Guadeloupe comprend 42 conseillers départementaux issus des 21 cantons de la Guadeloupe.
| Président du Conseil départemental             |       |       |      |                                      |
| Guy Losbar (GUSR)                              |       |       |      |                                      |
| Parti                                          | Sigle | Sigle | Élus | Groupes                              |
| Majorité (25 sièges)                           |       |       |      |                                      |
| Guadeloupe unie, solidaire et responsable      |       | GUSR  | 16   | Penser Guadeloupe et Agir Guadeloupe |
| Divers gauche                                  |       | DVG   | 5    | Penser Guadeloupe et Agir Guadeloupe |
| La République en marche                        |       | LREM  | 2    | Penser Guadeloupe et Agir Guadeloupe |
| Fédération guadeloupéenne du Parti socialiste  |       | FGPS  | 2    | Penser Guadeloupe et Agir Guadeloupe |
| Divers droite                                  |       | DVD   | 2    | Penser Guadeloupe et Agir Guadeloupe |
| Opposition (17 sièges)                         |       |       |      |                                      |
| Fédération guadeloupéenne du Parti socialiste  |       | FGPS  | 10   | Socialiste et apparentés             |
| Force de rassemblement abymien pour le progrès |       | FRAPP | 4    | Socialiste et apparentés             |
| Parti progressiste démocratique guadeloupéen   |       | PPDG  | 2    | Socialiste et apparentés             |
| Divers droite                                  |       | DVD   | 1    | Non-inscrit                          |